# Флеш (DC Comics)
Флеш је име једног од више суперхероја који су се појављивали у разним стриповима публикованим од стране  ДС стрипови. Који је написан од стране Гарднер Фокс и илустрован од стране сликара Хери Ламптер, Прва појава Флеша је била у Флеш стриповима #1 (издато у Новембру 1939). Под надимком "Скарлет спидстер" (енг.Scarlet Speedster), све инкарнације Флеша поседују супер брзину, што укључује моћ да брзо трчи, да се брзо помера, брзо размишља, има брзе рефлексе и крши основне законе физике.
До сада су се појавиле укупно четири различита верзије овог хероја - од којих је свака на другачији начин добио натприродну силу брзине (енг. speed force). Варијације Флеша, које се појављују кроз историју ДС стрипова: Флеш као студентски атлетичар Џеј Герик (1940–1951, 1961–садашњи), форензичар Бери Ален (1956–1985, 2008–садашњи), Беријев братанац Воли Вест (1986–2011, 2016-садашњи), и Беријев унук Барт Ален (2006–2007). Иза сваке од rеинкарнација Флеша, у стварности, стоји кључни члан бар једног ДС-овог тима: Џастис Сосајити оф Америка (енг. Justice Society of America), Џастис Лиг (енг. Justice League) и Тин Титанс (енг. Teen Titans).
Флаш је један од најпопуларнијих хероја из ДС стрипова . Оригинално упознавање са Флешом из Златног доба, где је Флеш Џеј Герик, као и Сребрног доба, где је Флеш Бери Ален, представио нам је Мултиверзум (енг. Multiverse) у стрипу "Флеш са два света" (1961) са посебним концептом приповедања читаоцима. Овакав концепт приповедања, постаће стандард за многе ДС приче у наредним годинама. Флеш, као и његове колеге Чудесна жена, Супермен и Бетмен, у свом окружењу има доста зликоваца, па поред групе зликоваца са називом Роугс (енг. Rogues ) (специфичан међу ДС зликовцима због њиховог кодекса части) постоје и зли спидстери као што су Риврс-Флеш и Зум. Остали споредни ликови у Флеш причи су његова жена Ирис Вест, Волисова жена Линда Парк, жути пријатељски спидстер Маџ Меркури, и полицајци из Централног Града Деивид Саин and Пети Спивот.
Спајањем стрипова настао је ДС универзум а Флеш је убачен у велики број ДС-ових филмова, видео игара, анимираних серија и акционе телевизијске емисије. Првог Флеша - Бери Алена глумио је Род Хасе 1979. године у телевизијском спектаклу Легенда Суперхероја(енг.Legends of the Superheroes) , затим Џон Веслеј Шип и Грант Густин у Флеш серији из 1990 и у Флеш серији из 2014, као и Езра Милер у ДС Екстендед Јуниврс (енг.DC Extended Universe) , и у филму Веtmеn в Supermеn: Дон оф Џастис (енг. Batman v Superman: Dawn of Justice) (2016). Шип глуми и у Џеј Гериковој верзији Флеша из 2014. г. Флеш се помиње и у серијама као што су Supermеn: Анимирана серија, Џастис Лиг (енг. Justice League) , Веtmеn: храбар и одважан (енг.Batman: The Brave and the Bold) и Јанг Џастис (енг. Young Justice).

## Историја Флеша

### Златно Доба
У златном добу Флеш се први пут појављује у Флеш стрипу #1 (Јан. 1940), издате од стране Ол-Американ Пабликеишн (енг. All-American Publications), једна од три компаније које ће касније бити оснивачи ДС стрипова. Направљен од стране Гарднер Фокса и сликара Херија Ламперта, први Флеш је био Џеј Гарик, студент који је добио своје моћи инхалацијом водене паре . У каснијем издању, из 1960 године, прича је промењена и Герик добија моћи под утицајем тешких вода.
Џеј Гарик је био популаран јунак у 1940 години, суперхерој, чије авантуре су ушле и у Ол-Стар стрипове (енг. All Star Comics). Флеш стрипова прекинуто је 1949. године, након 104-тог издања у којем се појавио зликовац под називом Ривал. Последња прича у златном добу била је представљена у стрипу Ол-Стар стрипови (енг.All Star Comics) #57 1951.

### Сребрно доба
1956.те године, ДС стрипови су опет оживели хероје и то доба је било познато под називом Сребрно доба Стрипова. Нису хтели да враћају хероје из златног доба, него су убацили модерније хероје за модерније доба. Флеш је био први херој који је узет из прошлог, златног доба, и убачен у стрип Шоукејс (енг. Showcase) #4 (Октобар 1956).
Први Флеш, у Сребрном добу, је био Бери Ален. По занимању је био форензичар, а моћ је добио тако што је, по себи, полио хемијске супстанце да би га, игром случаја, следећег тренутка ударио гром. Добио је име Скарлет спидстер (енг.The Scarlet Speedster) после читања стрипова из златног доба. После неколико појава у Шоукејсу (енг. Showcase) Аленовом лик је добио назив Флеш. Прво издање стрипа је објављено под бројем #105 (наставак Флеш стрипова). Бери Ален, као нови Флеш, био је написан од стране Роберт Кенигр и Јохн Брум и сликара Кармин Инфантион.
Као и први Флеш, и Флеш из сребрног доба је постао популаран. Након њега, почели да се враћају и други хероји из златног доба, као што је Грин Лентерн (енг. Green Lantern) и нови тим суперхероја Џастис Лиг оф Америка (енг. Justice League of America), са Флешом као једним од главних ликова.
Са новим Флешом, дошао је и нови појам паралелни светови. Уз помоћ посебног уређаја могао је да прође кроз димензионалне препреке између светова и оде у свет из друге димензије. Тамо је упознао свог двојника. Њихове моћи су им омогућиле да прођу кроз димензионалне препреке између светова. Флеш са два света (енг. Flash of Two Worlds) ( Флеш (вол. 1) #123) је био први стрип у коме су хероји из златног доба упознали хероје из сребрног доба. После су и остали хероји из Џастис Лиг (енг.Justice League) и Џастис Сосајити (енг.Justice Society) кренули да прелазе.
Аленове авантуре су трајале све до Криза на бесконачној земљи (енг.Crisis on Infinite Earths). Флеш се завршава #350 издањем. Аленов живот се закомпликовао почетком 1980 године, и ДС је одлучио да заврши са његовим авантурама и убаце новог Флеша. Ален је умро у стрипу Криза на бесконачној земљи #8 (1985) али захваљујући његовој новој способности да путује кроз време појављиваће се и у другим стриповима.

### Модерно доба
Трећи Флеш је био Воли Вест, представљен је у Флешу (вол. 1) #110 издању (Децембра 1959) као Кид Флеш. Вест је Аленов нећак и добио је моћи исто као и Ален. Преузео је име Кид Флеш и прикључио се групи Тин Титанс (енг.Teen Titans) на једну годину. После Аленове смрти Вест је преузео име Флеш након #12 издања и добио је своју серију, са почетком нове верзије Флеша (вол. 2) #1 у 1987. И велики број издања је почињао са узречицом: "Моје име је Воли Вест и ја сам најбржи човек".
ДС је прекинуо са издањима Флеша (вол. 2) у Јануару 2006 после #230 издања. Након краће паузе, нова серија је почела са називом "Флеш: Најбржи човек" (енг. Flash: Fastest Man Alive), 21. јуна.2006. Написан од стране Дени Билсона и Пол Де Моа и сликара Кен Лешлиа. Прича написана од стране Дени Билсон и Пол Де МО (сликар Кен Лешли) , са фокусом на томе да се Ален врати у улогу Флеша.
Стрип "Флеш: Најбржи човек" (енг. Flash: Fastest Man Alive) је отказан у #13 издању. Флеш се вратио у вол. 2 у #231 издању, са Марк Веидом као писцем. Веид је написао и Ол-Флеш #1 издање, што се нашло као мост између ове две сезоне.Ол Флеш #1 издање је заменило #14 и Флеш (вол. 2) #231 издање је заменило #15 и промењени су наслови као и уметници. Измене су биле захтеване од стране ДС.
У 2009 години Бери Ален се враћа у стрипове. Први стрип у ком се појављује је Флеш: Повратак и састоји се од шест издања, написаних од стране Џеф Џонс и Итан Ван Саивр.

## Моћи и способности
Све реинкарнације Флеша су имале способност: да брзо трче, брзо размишљају, уз брзе рефлексе и велику издржљивост, што им је омогућило да лагано прелазе велике дистанце. Новије верзије Флеша, могле су и да вибрирају јако брзо, што им је донело још једну способност под називом тунел ефекат, па су могли и да пролазе кроз зидове и многе друге препреке, путује кроз време, да им брже зарастају ране па и да позајмљују своју брзину спидстерима.
У неколико наврата Флеш се тркао против Супермена али су у свакој трци били подједнаке брзине. Писац Џим Шутер и аниматор Крт Сван су направили причу под именом "Трка Супермена и Флеша!" (енг. Superman's Race With the Flash! ) у Супермен #199 издање (Август 1967) где је и представљена прва трка између Супермена и Флеша. Писац И. Нелсон Бридвел и аниматор Рос Андру продуцирали су "Трку до краја универзума" (енг. Superman's Race With the Flash! ). Након што је ДС универзум преправио Кризу на Бесконачној Земљи (енг.Crisis on Infinite Earths), Флеш побеђује Супермена на трци у стрипу "Супермен Авантурама" (енг. Adventures of Superman) у #463 издању са објашњењем да Флеш има бољу кондицију и да Супермен није навикао на трчање (јер у већини случајева лети). После Финалне Кризе (енг. Final Crisis) у издању "Поврат Флеша" #3 је приказано да је Флеш доста бржи од Супермена, и да је Супермен имао потешкоћа да га прати. Чак и да Флеш трчи уназад и даље би био бржи од Супемена.
Савремене реинкарнације Флеша показују да Флеш може да трчи брзином светлости, а помоћу моћи да узима брзину из објеката, успева још да повећава брзину. У "Флешу: Људска раса" приказана је способност Волија, да апсорбује кинетичку енергију, што му је омогућило да буде бржи од телепортације и омогућило да трчи до краја универзума и назад за мање од планк времена.
Спидстери имају моћ да брзо читају, а са невероватном брзином и обрађују податке које су прочитали. Али знање које су стекли је привремено и траје обично око сат времена. Истовремено, моћ брзог размишљања им омогућава и да буду имуни на телепатске моћи, посебно од телепата као што су Маршн Менхантер и Горила Грод.
Флеш и остали спидстери, такође, имају и моћ да причају међусобно на великим фреквенцама које само они могу да разумеју. Ово често користе за приватне разговоре ( када је Флеш причао са Суперменом о његовим моћима у серијалу Тин Титанс (енг. Teen Titans) и у серијалу "Титанс" (енг. The Titans) у #2 издању. Брзо причање и моћ да промени вибрацију гласних жица, се некад користи и у забавне сврхе, када Флеш прича све брже и брже да би се на крају чули само некакви неразумљиви звуци.
Флешу физичка снага није баш јача страна, али уз помоћ брзине може да пребаци сву силу у шаку и тиме нанесе велике повреде зликовцима. У стрипу Неправда: Бог међу нама (енг.Injustice: Gods Among Us), Флеш користи доста оваквих покрета.
Флеш је још тврдио да може да обради мисли за мање од атосекунде. С времена на време, је био у стању да избаци муњу, коју је створио помоћу брзог кретања и да направи вртлог.
Неки верзије Флеша могу да створе своје копије (дупликате) помоћу брзог кретања и да их пошаљу у друге временске периоде да изврше задати задатак (Бери Ален је извео ову моћ у серији "Флеш").
Он се такође може видети како негира ефекте анти-лајф једначине, када је успео да ослободи Ајрис Вест од те контроле (највероватније помоћу силе брзине).
Воли Вест је успео да достигне брзину од 23.759.449,000,000,000,000,000,000,000,000,000,000,000,000 (око 24 тридецилиона) × c (брзина светла) и то уз помоћ свих људи на планети, тако што су се сви кретали да би омогућили сили брзине (енг.speed force) да се креће кроз њих. Са овом брзином могао је да иде на друге планете, у другом униврзуму и то у делићу секунде.

## Писци
| Писац                    | Издавачки број | Година                          |
| ------------------------ | --- | ------------------------------- |
| Гарденр Фокс             | Флеш стрипови #1–80, Флеш #117, 123, 129, 137–138, 140, 143–146, 149–152, 154, 157–159, 162, 164, 166–167, 170–171, 177 | 1940–1947, 1960–1968            |
| Роберт Канг              | Flash Comics #84–91, 93, 96–97, 103–104, The Flash #160–161, 192, 195, 197–204, 206, 208, 214 | 1947–1949, 1966, 1969–1972      |
| Џон Брум                 | Флеш стрипови #91–104, Флеш #105–128, 130–142, 146–149, 152–156, 158–161, 163–166, 168–169, 172–174, 176, 178, 182, 187–194, | 1948–1949, 1959–1970            |
| И. Нелсон Бридвел        | #175 | 1967                            |
| Кери Беитс               | #179, 209–212, 216, 218–305, 307–312, 314–350 | 1968, 1971–1985                 |
| Френк Робинс             | #180–181, 183–185 | 1968–1969                       |
| Марк Фридрик             | #186, 195, 197–198, 207 | 1969–1971                       |
| Стив Скитс               | #202, 204, 207, 209–211, 216 | 1970–1972                       |
| Лен Ваин                 | #208, 212, 215, 217 | 1971–1973                       |
| Денис Онил               | #217–224, 226–228, 230–231, 233–234, 237–238, 240–243, 245–246 | 1972–1977                       |
| Гери Конвеј              | #289–299, 301–304 (Firestorm backup stories) | 1980–1981                       |
| Дан Мишкин               | #306 | 1982                            |
| Гери Кон                 | #306 | 1982                            |
| Мартин Паско             | #306–313 (Доктор Феит ) | 1982                            |
| Стив Џрбр                | #310–313 (Доктор Феит помоћна прича) | 1982                            |
| Мајк В. Бар              | #313 | 1982                            |
| Мајк Берн                | вол. 2 #1–14, вол. 2 #1 | 1986–1987                       |
| Вилиам Меснор-Лоубс      | вол. 2 #15–28, 30–61, 80-Велика слика #2, вол 2 #2–3, специјал #1 | 1987–1992                       |
| Лен Стразиски            | вол. 2 #29, Специјал #1 | 1989                            |
| Марк Веид                | вол. 2 #0, 62–129, 142–159, 231–236, 1000000, 80-Велика страна #1, специјал вол. 2 #4–6, 8, специјал #1, Флеш плус Наитвинг #1, Флеш скривени фалј и порекло #1–2, Флеш ТВ специјал #1, Флаш/Грин Лентрн: Бржи пријатељи #1, 'Флаш & Грин Лентрн: Јак и смео #1–6 | 1992–1997, 1998–2000, 2007–2008 |
| Марк Витли and Ален Грос | специјал вол. 2 #7 | 1994                            |
| Марк Милар               | вол. 2 #130–141, 80-Велика страна #1 | 1997–1998                       |
| Grant Morrison           | вол. 2 #130–138 | 1997–1998                       |
| Брајн Агтеснт            | вол. 2 #142–143, 148–149, 160, 162, 80-Велика страна #1–2 специјал вол. 2 #10–12, Флеш плус Наитвинг #1, Флеш скривени фалј и порекло #1–2 | 1996–2000                       |
| Пет Мекрил               | вол. 2 #161, 163 | 2000                            |
| Чак Диксн                | специјал вол. 2 #13 | 2000                            |
| Џеф Џонс                 | вол. 2 #1/2, 164–225, Флеш скривени фалј и порекло #3 Гвоздена висина, Флеш:Оур врлд вар #1, Vol. 3 #1–12, Флеш скривени фалј и порекло 2010, Флеш препород #1–6                                                                                                  | 2000–2005, 2009–2011            |
| Стјуарт Имен             | вол. 2 #226 | 2005                            |
| Џои Кавилери             | #330–331, вол. 2 #227–230 | 1984, 2005–2006                 |
| Џон Роџерс               | вол. 2 #233–236 | 2007–2008                       |
| Кит Шемпаин              | вол. 2 #237 | 2008                            |
| Том Пеј                  | вол. 2 #238–243, Флеш 80-Велика страна #2, специјал вол. 2 #8, Флеш скривени фалј и порекло #2 | 1995, 1999, 2008–2009           |
| Ален Брнет               | вол. 2 #244–247 | 2009                            |
| Францис Манапул          | вол. 4 #1–25, 0, 23.2: Реврс-Флеш #1, специјал вол. 4 #1 | 2011–2013                       |
| Кристол Гаиџ             | вол. 4 #26 | 2013                            |
| Брајан Бкалато           | Vol. 4 #1–25, 27–29, 0, 23.1: Грод #1, 23.2: Реврс-Флеш #1, 23.3: Роуг #1, специјал вол. 4 #1–2 | 2011–2014                       |
| Робрт Вендити            | вол. 4 #30–49, представља крај #1, специјал вол. 4 #3 | 2014–2016                       |
| Вен Џенсн                | вол. 4 #30–52, представља крај #1, специјал вол. 4 #3–4 | 2014–2016                       |
| Џош Вилијнсен            | вол. 5 повратак #1, #1- | 2016–                           |

## Награде
Велики број стрипова и хероја су током година били номиновани за разне награде и неке су добили. Неке од њих су:
- 1961 Алеј награда (енг.Alley Award) за најбоље корице  (Флеш (вол. 1) #123)
- 1961 Алеј награда за најбољи стрип  (Флеш (вол. 1) #123 од стране Гарднер Докс и Кармин Инфантин)
- 1963 Алеј награда за најбољи прелазак ДС хероја за Јаког и Одважног (енг. The Brave and the Bold) (са Хоменом)
- 1964 Алеј награда за најбољу кратку причу  ("Врата до непознатог" (енг.Doorway to the Unknown) у Флешу (вол. 1) #148 од стране Џон Бром и Кармин Инфантин)
- 2001 Аизнер награда (енг.Eisner Award) за најбољег аниматора (Флеш) , од стране Бреин Боланд
- 2008 Салу награда (енг.Salou Award) за најбољег суперхероја (Флеш – Дени Хомс од стране БУАФЦ)

## Белешке
- Замена хероја: Флеша Архивирано на веб-сајту  (9. јул 2012), Њузрама, Март 30, 2009
- Флеш: Повратак (2009 мала серија)
- Хајпербериа.орг: Флеш
- "Како убити легенду?" (енг. How Do You Kill A Legend?) Флеш (вол. 1) #309 (Мај 1982) – Кери Беитс
- "Ланац Муња 2 део: Време као Река..." (енг. Chain Lightning Part 2: Time Like a River...) – Флеш (вол. 2) #146 (Март 1999), Марк Веид и Врајан Агустин
- "Ланац Муња 3 део: Пуцање брзака..." (енг. Chain Lightning Part 3: Shooting the Rapids...) – Флеш (вол. 2) #147 (Април 1999), Марк Веид и Брајн Агстин
- "Генерације" – Флеш педесета годишњица (1990), Марк Веид
- "Трка против времена 3 део: Брзи метал" (енг. Race Against Time Part 3: Speed Metal) – Флеш (вол. 2) #115 (Јул 1996), Марк Веид
- ДС један милион (енг. DC One Million) #1 (Новембар 85,271/1998) – Грент Морсн
- "Жртвовање" (енг. The Sacrifice) – Сила брзине #1 (Новембар 1997), Марк Веид и Брајн Агстин